# مارگی پروفیت
مارگی پروفیت (انگلیسی: Margie Profet؛ زادهٔ ۷ اوت ۱۹۵۸) استاد در زیست‌شناسی فرگشتی اهل ایالات متحده آمریکا است. بدون آموزش رسمی زیست‌شناسی که با انتشار یافته‌های خود در مورد نقش تکامل داروینی در قاعدگی، آلرژی و تهوع حاملگی بحث و جدل یک دهه ای را ایجاد کرد. او استدلال کرد که این سه فرایند برای از بین بردن عوامل بیماری‌زا، ماده سرطان‌زا و سایر سموم (توکسین‌ها) از بدن تکامل یافته‌اند.